# Annales Academiae Scientiarum Fennicae Mathematica
Annales Academiae Scientiarum Fennicae Mathematica is een internationaal, aan collegiale toetsing onderworpen wetenschappelijk tijdschrift op het gebied van de wiskunde. Het is een open-access tijdschrift, dat wil zeggen dat de inhoud voor iedereen gratis beschikbaar is.
De naam wordt in literatuurverwijzingen meestal afgekort tot Ann. Acad. Sci. Fenn-M.
Het wordt uitgegeven door de Finse Academie van Wetenschappen.